# REAPER
REAPER (аббр. от англ. Rapid Environment for Audio Production, Engineering, and Recording) — DAW (Digital Audio Workstation — Цифровая Рабочая Аудио Станция), программная среда для аудио производства, записи и аудио инженеринга. Аудиостанция обладает широкими функциональными возможностями и является развитой, профессиональной рабочей системой для создания, записи, редактирования и микширования аудио и MIDI материала, а также мастеринга композиций. При этом программа имеет относительно небольшие размеры.
REAPER разрабатывается компанией Cockos Incorporated, которую в 2004 году основал американский программист Джастин Френкель, названный в обзоре технологий МТИ в 2002 году одним из 100 лучших новаторов в мире в возрасте до 35 лет. В прошлом Джастин работал над созданием серверного программного обеспечения SHOUTcast, Gnutella, плеера Winamp и другими проектами.
Аудиостанция позиционируется разработчиками как проект, при создании которого в большей степени делается акцент на качество продукта, нежели на его коммерческую составляющую, что подтверждается относительно невысокой стоимостью лицензии и богатыми возможностями платформы. При разработке DAW берутся во внимание пожелания музыкантов.
REAPER в своей работе используют многие музыканты и студии, среди них, например, электронный музыкант и продюсер Скотт Хансен, известный под псевдонимом Tycho, всемирно известная телерадиовещательная корпорация BBC, а также такие знаменитые компании как Electronic Arts, Ubisoft, Harmonix, Soundiron, и другие. По версии ряда ведущих музыкальных ресурсов планеты, например, британского Music Radar, REAPER на протяжении нескольких лет является одной из самых используемых DAW мира. Также, в ряде изданий отмечается, что программа за короткое время завоевала большую популярность не за счёт активного маркетинга и рекламы, а исключительно благодаря своим профессиональным возможностям и рекомендациям людей.
Программа работает на платформах Windows и MacOS, а также на операционных системах основанных на ядре Linux.

## Возможности и особенности программы
REAPER не относится к классу аудио-редакторов. Программа в первую очередь является средой для аудио производства, а не для глубокого аудио редактирования и представляет собой программное обеспечение для создания музыки, виртуальную музыкальную студию (DAW). Некоторые возможности и особенности программы перечислены ниже.
- 64-битная обработка звука.
- Предельно широкие и гибкие функции маршрутизации. Возможность посыла аудио- и MIDI- сигнала в различных направлениях (в том числе возможен feedback).
- Аудио-модуляция, посредством которой возможно применение сайдчейна даже к тем плагинам, которые этого не поддерживают. Подобная функциональность обычно может быть реализована только в аппаратных студиях с дорогим внешним оборудованием, а не в программных аудиостанциях.
- Универсальный, гибридный тип дорожек. Дорожка одновременно совмещает в себе функции audio, MIDI трека, а также встречающиеся во многих других DAW — шины, папки, VCA фейдеры и пр. При этом существует отдельный мастер-трек, который, подобно Ableton Live, выполняет некоторые важнейшие функции управления проектом: например, автоматизация общей громкости микса, автоматизация темпа проекта и т. д.
- Возможность сохранять набор треков с их настройками, плагинами, роутингом, а также айтемами (клипами) в специальный файл трек-темплейта. В дальнейшем его можно импортировать в любой проект.
- Возможность создания автоматизации громкости, панорамы, питча и мьюта на айтеме. Для автоматизации питча существует возможность настроить привязку к полутонам и другие привязки. Для автоматизации громкости, панорамы на основном треке существует тип «Pre-FX», который работает аналогично автоматизации на айтеме (клипе) и визуально изменяет форму волны.
- Возможность использования неограниченного количества эффектов на отдельно взятой дорожке. Любые настройки эффектов, а также любое количество эффектов можно сохранять в специальный файл FX chain и использовать потом в других проектах.
- Применение эффектов не только на дорожке, но и на айтеме (клипе). При этом существует возможность автоматизации параметров эффектов, которые загружены в айтем.
- Возможность копирования/вставки треков, эффектов, автоматизаций между несколькими одновременно открытыми проектами, а также их одновременное воспроизведение с различных временных точек.
- Возможность установки эффектов для мониторинга проекта (Monitoring FX), которые будут влиять на звучание, но не будут влиять при экспорте проекта.
- Работа с файлами разной частотой дискретизации и разрядности в одном проекте. Высокая скорость ресемплирования (передискретизации) аудио, которое не является деструктивным.
- Возможность создания папок (трек-папка сама по себе является групповым каналом, подобно Ableton Live). Также имеется возможность создания треков-папок под другими трек-папками. Сами по себе эти треки все также гибридные и могут работать как любой тип трека.
- Гибкие возможности стретчинга аудио (warp). В отличие от других DAW, процесс происходит в основном окне. Пользователь имеет возможность сравнивать положение стретч-маркеров между несколькими айтемами (клипами) друг под другом, а также заниматься групповым редактированием стретч-маркеров. В REAPER реализованы одни из лучших алгоритмов стретчинга аудио — elastique 3.3.3, в версиях выше 5.5 выделяется Rubber Band Library. Также имеется обширный набор различных алгоритмов стретчинга, включая достаточно устаревших, для достижения различного специфичного звучания в творческих целях.
- Система дублей, которая позволяет записывать Audio/MIDI фрагменты в несколько попыток, а затем выбирать наиболее удачный вариант. Ввиду того, что треки в программе гибридного типа, так называемые тейки в айтемах (клипах) могут содержать в себе одновременно миди и аудио информацию. Также есть возможность записи определённого участка проекта, обозначенного time selection. Имеется автоматическое квантирование сразу во время записи MIDI.
- Неограниченное количество дорожек, а также неограниченное количество айтемов (клипов) на одной дорожке. Друг под другом могут располагаться как аудио-, так и MIDI-айтемы одновременно.
- Изменения темпа и размера в разных частях одного проекта. В том числе линейное изменение темпа.
- С версии REAPER 6 появилась возможность регулировать положительную/отрицательную задержку на треках. Благодаря этому можно компенсировать неточность воспроизведения во времени, при этом сохраняется привязка контента к сетке. Подходит в качестве компенсации задержек плагинов, компенсации атаки виртуальных инструментов и пр. Функция находится внутри настроек роутинга трека.
- Глобальное или индивидуальное присваивание типов автоматизации для параметров: Trim/Read, Read, Touch, Latch, Latch preview, Write. Наличие айтемов (клипов) автоматизации. Это даёт возможность быстро зациклить повторяющийся кусок автоматизации на протяжении проекта, позволяет легко копировать автоматизации и совершать дополнительные манипуляции над ними, например тайм-стретчинг, LFO и многое другое.
- Спектральное редактирование аудио подобно различным аудиоредакторам. Присутствует цветовой редактор для различных пиков, что позволяет пользователю настроить их отображение на свой вкус.
- Возможность синхронизации работы с аудиоредакторами типа Adobe Audition, Sound Forge, Free Audio Editor, Wavosaur, Melodyne, Izotope RX и другими.
- Поддержка плагинов VST(i) (Virtual Studio Technology), AU(i), DX(i), а также собственных JS.
- Функция ReWire.
- MIDI-редактор с обширным функционалом. Имеется возможность изменения номера MIDI канала для конкретной ноты, а также для конкретной CC автоматизации. Сами СС автоматизации можно располагать в любом количестве под нотами подобно Cubase. С версии REAPER 5 существует нотный редактор с традиционной музыкальной нотацией. С версии REAPER 6 существуют линейные CC автоматизации в миди редакторе, которые записываются точками и кривыми, как автоматизации на треках.
- Полная поддержка MIDI-устройств (MIDI-клавиатуры, синтезаторы и т. д.)
- Широкие возможности экспорта и импорта различных форматов аудио и видео. Для вывода видео в том числе доступен кодек H264 при условии установки кодеков. Также возможен рендер различных версий проекта или нескольких проектов единым потоком (render queue). Однако отсутствует поддержка OMF, AAF, XML и прочих подобных форматов (за исключением Samplitude EDL).
- Поддержка многоканального аудио, а также возможность сведения в surround с помощью штатного плагина ReaSurround.
- Работа с видео. Позволяет просматривать видео-файлы, редактировать звуковое сопровождение. Существуют возможности минимального монтажа видео: простейшие плавные переходы между видео, картинками типа jpg и прочих; текст с изменением шрифта и пр. Штатный плагин Video processor, который выполняет все перечисленные действия, имеет возможность расширения сторонними пресетами для более сложного монтажа.
- Широкие возможности создания макросов и скриптов для работы в основном окне и в MIDI-редакторе. Reaper поддерживает следующие языки: Lua, EEL, также можно установить расширение для Python. На сегодняшний день существует неофициальная крупнейшая база скриптов, собранных со всего мира Архивная копия от 24 июля 2018 на Wayback Machine, которые устанавливаются и обновляются с помощью специального плагина-менеджера внутри REAPER. Большинство скриптов пишутся на Lua.
- Расширение SWS Архивная копия от 11 августа 2018 на Wayback Machine предоставляет множество дополнений, начиная с новых команд в Action list, кончая виджетами, которые выполняют определённые функции в программе: например, groove tool для создания различных свингов; region playlist, который позволяет организовать порядок воспроизведения регионов проекта c возможностью сохранять различные маршруты и многое другое. Имеется предоставляемый расширением SWS редактор макросов (Cycle action), который в отличие от штатного редактора макросов, позволяет создавать различные условия для выполнения команд из Action list, что схоже с примитивным программированием, а также позволяет создавать различные toggle-команды.
- Широкие возможности настройки интерфейса под индивидуальные нужды и потребности в работе. Неограниченные возможности присваивания положения различных окон в Dock-ах по всему периметру окна программы. Возможность создавать собственные кнопки в любом количестве в любом месте программы с собственными или готовыми изображениями на них (иконки), присваивая кнопке необходимое действие — штатная команда из списка Actions, пользовательский макрос или скрипт. Возможность полностью переписать имеющиеся пункты/подпункты различных меню в программе и точно также присвоить пункту необходимое действие по усмотрению пользователя. Изменение меню возможно даже в верхних вкладках, таких как files, view, options и пр. Главные настройки программы в окне Preference также крайне подробны и дифференцированы, чего не встретить в других DAW. Отдельно стоит отметить Mouse Modifiers — специальный раздел настроек, позволяющий изменять действия для мыши в различных элементах интерфейса программы (например: левый клик, двойной клик, перемещение левым кликом и пр.) с различными сочетаниями ctrl, shift, alt, win, на macOS option, command и пр. Пользователю предоставляется возможность выбрать действие для модификатора мыши в предложенном списке, а в ряде случаев снова выбрать любую команду из списка Actions, макрос или скрипт.
- Собственный формат плагинов JSFX представлен в виде скриптов, которые пользователь может редактировать, либо создавать новые, что позволяет создавать собственные эффекты обработки аудио и MIDI, а также изучать принципы работы десятков различных эффектов, уже имеющихся в комплекте. Скрипты JSFX написаны на адаптированной реализации языка EEL.
- Возможность сохранять все пользовательские настройки и расширения для Reaper в единый специальный сжатый формат файла. Можно перемещаться между компьютерами, импортируя свои настройки.
- Возможность создания и смены тем оформления. На официальном сайте доступны для скачивания Архивная копия от 4 декабря 2015 на Wayback Machine более 800 тем оформления. Среди них есть такие, которые могут визуально превратить REAPER в другие известные DAW (Cubase, Pro Tools, Logic Pro, Ableton Live, Bitwig Studio и другие), что облегчает новичкам переход с них на REAPER.
- С 2018 года имеется поддержка ARA2. Данное расширение поддерживает, например, питч-редактор Melodyne версии 4.2 и выше. Это позволяет ему работать интегрировано вместе с Reaper.
- Возможность отображать эффекты и посылы в виде списка на панели треков в аранжировке (подобно Pro Tools).
- С версии 6.14 появился новый инструмент редактирования — Razor edit. Он позволяет выбрать определённую область в аранжировки, которая может содержать айтемы и автоматизации. При помощи Razor edit можно перемещать выбранные области, копировать/вставлять, а также стретчить.

DAW имеет малый размер, что обусловлено отсутствием большого количества дополнительного контента — виртуальных инструментов и семплов в составе, а также желанием самих разработчиков сохранять небольшой размер для возможности лёгкой загрузки и обновлений. Дистрибутив версии 5.1 (вышедшей 15 ноября 2015 года) занимает на диске около 12 мегабайт. В установленном виде программа занимает чуть менее 60 мегабайт.
Благодаря большому сообществу разработчиков, REAPER активно развивается и находится на гребне волны технологий. Примерно раз в месяц выходят обновления, расширяющие функциональность и оптимизирующие внутреннюю логику. Бета-версии выходят гораздо чаще, порой ежедневно

## Плагины, поставляемые с REAPER для обработки звука
- ReaComp (компрессор)
- ReaXComp (многополосный компрессор)
- ReaDelay (дилей)
- ReaEQ (эквалайзер)
- ReaFIR
- ReaGate (гейт)
- ReaPitch
- ReaSamplOmatic5000 (сэмплер)
- ReaStream
- ReaSurround
- ReaTune
- ReaVerbate
- ReaVerb (ревербератор)
- ReaVocode (вокодер)
- ReaVoice
- ReaNINJAM
- ReaControlMIDI
- JS Delay (дилей)
- JS Exciter (сатуратор)
- JS 3BandEQ (трёхполосный эквалайзер)
- JS 4BandEQ (четырёхполосный эквалайзер)
- JS Master Limiter (лимитер)
- JS Transient Killer
- JS Time Difference Pan
- JS Lowpass (фильтр верхних частот)
- JS SStillwell/Width
- JS Sweepinglowpass
- JS SStillvell/Expander
- JS SStillvell/Huge Booty
- JS IX/Stereo Phase Inverter
- JS Waveshaping Distortion (дисторшн)
- JS Stereo Field
- JS Center Canceler
- JS Stereo Enchancer (стерео-расширитель)
- JS Ringmodulator
- JS Moog24db

Общая комплектация насчитывает более 200 различных эффектов и фильтров. Некоторое количество плагинов REAPER доступно для скачивания в виде отдельного пакета ReaPlugs VST FX Suite, что даёт возможность их использования в других DAW.
Эффекты, включённые в поставку REAPER, имеют упрощённый графический интерфейс, а также минимальное количество предустановок (пресетов), но при умелом использовании способны решить многие задачи по обработке звука и мастерингу композиций. Аудиостанция также позволяет устанавливать DX, VST, AU и JS плагины от сторонних разработчиков.

## Особенности лицензии
Кроме стандартной, коммерческой лицензии, REAPER имеет персональную/для малого бизнеса лицензию, стоимость которой
почти в 4 раза ниже основной, при этом, в отличие от конкурирующего ПО, никаких функциональных ограничений на программу не накладывается. Срок пробного периода составляет 60 дней. Версии до 1.0 не ограничены сроком пробного периода. На самом деле, когда проходит пробный период, при открытии программа генерирует диалоговое окно с сообщением об истечении пробного периода и предложением приобрести программу, указывая время, истекшее с начала пробного периода, и таймером обратного отсчета до возможности закрыть окно (ок. 5 секунд) нажатием на кнопку «Still Evaluating» (Продолжить тестирование). Но даже это диалоговое окно не препятствует работе и не ограничивает функционал программы.

## История версий
- Первый публичный релиз — 23 декабря 2005
- 1.0 — 23 августа 2006
- 2.0 — 10 октября 2007
- 3.0 — 22 мая 2009
- 4.0 — 3 августа 2011
- 5.0 — август 2015
- 6.0 — 3 декабря 2019
- 7.0 — октябрь 2023